# Municipio de Magness (condado de Lonoke)
El municipio de Magness (en inglés: Magness Township) es un municipio ubicado en el condado de Lonoke en el estado estadounidense de Arkansas. En el año 2010 tenía una población de 5084 habitantes y una densidad poblacional de 83,97 personas por km².

## Geografía
El municipio de Magness se encuentra ubicado en las coordenadas 35°2′26″N 92°3′38″O / 35.04056, -92.06056. Según la Oficina del Censo de los Estados Unidos, el municipio tiene una superficie total de 60.55 km², de la cual 60.14 km² corresponden a tierra firme y (0.68%) 0.41 km² es agua.

## Demografía
Según el censo de 2010, había 5084 personas residiendo en el municipio de Magness. La densidad de población era de 83,97 hab./km². De los 5084 habitantes, el municipio de Magness estaba compuesto por el 94.45% blancos, el 1.4% eran afroamericanos, el 0.41% eran amerindios, el 1.38% eran asiáticos, el 0.08% eran isleños del Pacífico, el 0.33% eran de otras razas y el 1.95% pertenecían a dos o más razas. Del total de la población el 2.5% eran hispanos o latinos de cualquier raza.